# Pršut

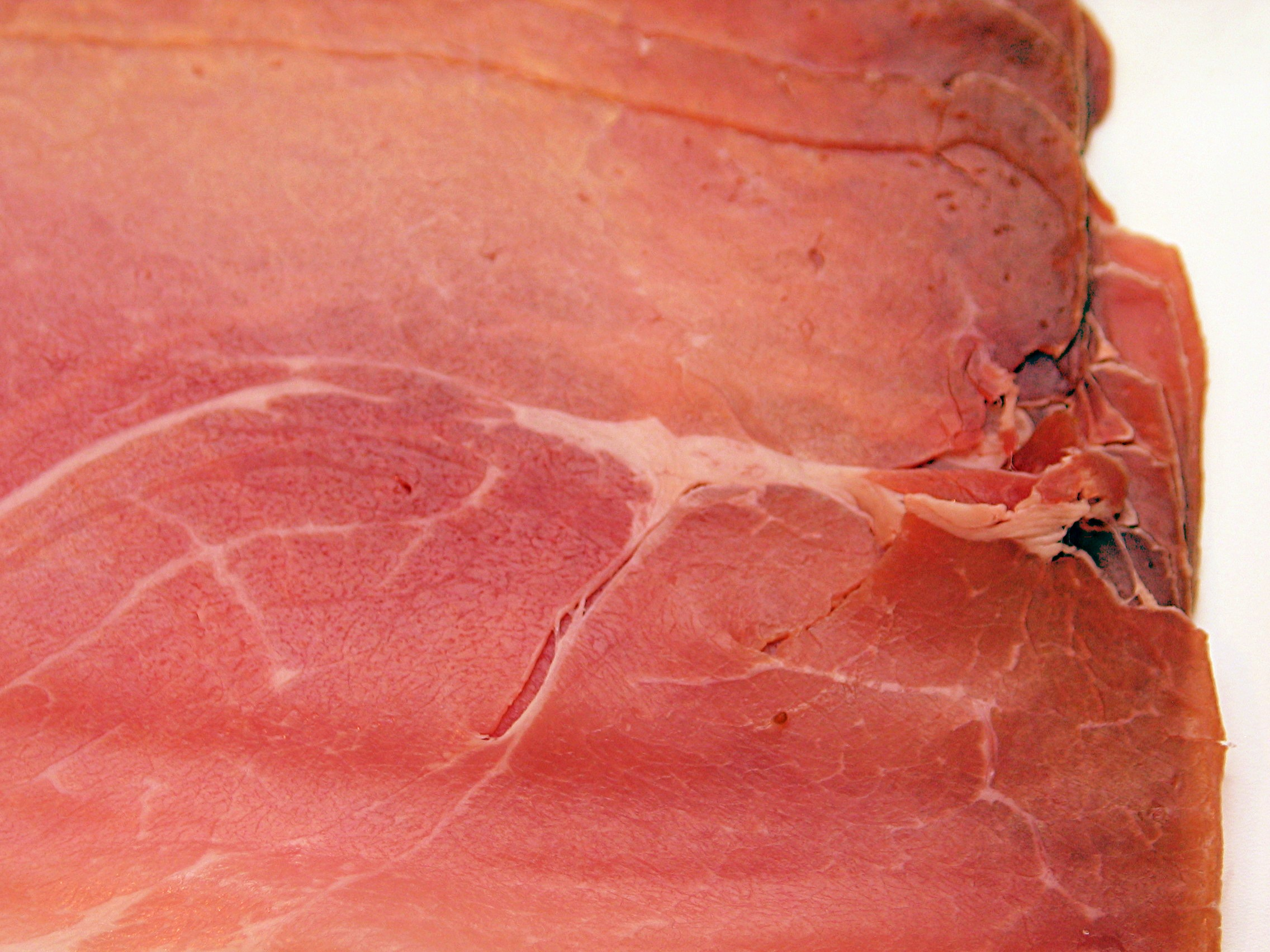
Prosciutto

Pršut je druh sušené vepřové šunky. Potravina pochází z Itálie, ale je v různých obměnách vyráběna i v dalších přímořských státech. Vyrábí se z vepřového masa, které je nejprve několik týdnů až měsíců naloženo v soli, nebo směsi soli a koření a pak se po dobu několika měsíců až let suší na dobře větraném místě. Italské slovo prosciutto pochází z latinského slova perexsuctum, které znamená „důkladně vysušený“.

## Základní výrobní postup
Šunka se vyrábí z vepřové kýty. Ta se očistí a zbaví kůže, šlach a přebytečného tuku. Pak se nakládá do soli na několik týdnů až měsíců. Po naložení se očistí a suší se za různých podmínek. Nakládat se mohou celé kýty nebo jen části masa. Každý výrobce vyrábí prosciutto podle vlastní receptury, jednotlivé druhy mohou být chuťově výrazně odlišné.

## Původní prosciutto
- Prosciutto Toscano
- Prosciutto Veneto Berico-Euganeo
- Prosciutto di Carpegna
- Prosciutto di Modena
- Prosciutto di Norcia
- Prosciutto di Parma
- Prosciutto di San Daniele
- Prosciutto di Cinta Senese

## Jiné druhy
Šunka prosciutto se vyrábí podle vlastní tradice v dalších přímořských státech, některé země mají vlastní název, ale spojuje je podobný výrobní postup - sušení.
- Presunto, Portugalsko - ekvivalent italského pršutu. Jeho název také pochází přímo z latinského perexsuctum, podobně jako "prosciutto".
- Jambon de Bayonne, Francie, část Basque.
- Elenski but, Bulharsko, město Elena.
- Jamón ibérico, Španělsko, výběrový druh šunky, k výrobě je použito maso z místního druhu černých prasat, která mohou být krmena v období montanery ve volném výběhu žaludy
- Jamón serrano, Španělsko, běžný druh šunky.
- Njeguška pršuta, Černá Hora.
- Užička pršuta, Srbsko.
- Dalmatinski pršut, Chorvatsko, část Dalmácie.
- Istarski pršut, Chorvatsko, část Istrie.
- Kraški pršut, Slovinsko, část Kras.
- Primorski pršut, Slovinsko, část Primorska.
- Jambon afumat de porc, Rumunsko.

Podobná šunka se také vyrábí v Číně a v USA.
- Jinhua (šunka), Čína, provincie Če-ťiang. Vyrábí se z masa místních prasat již od dynastie Dynastie Tchang (618-907).
- Country ham/Virginia ham, USA.